# Día de la Lealtad

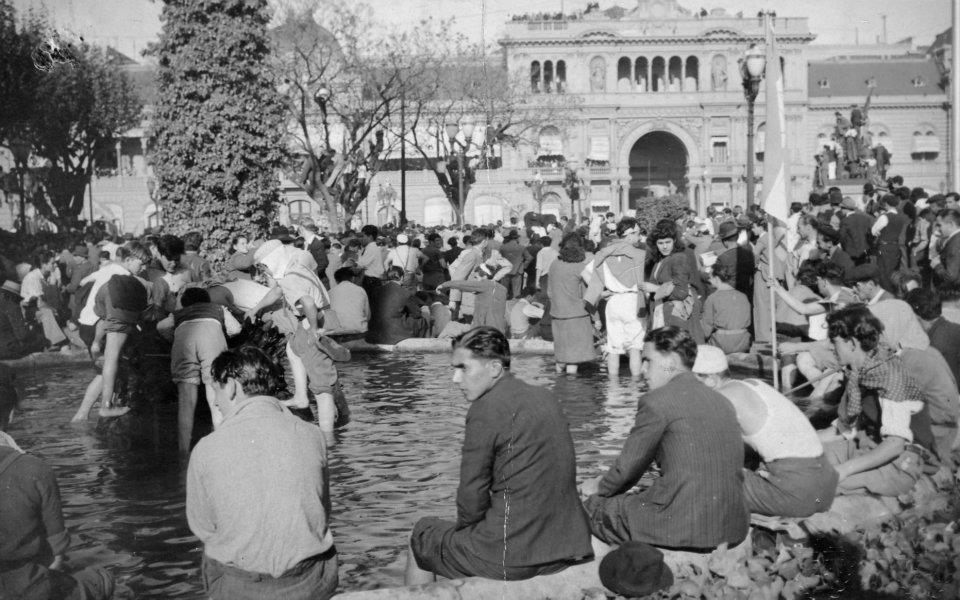
"Las patas en la fuente", imagen histórica del 17 de octubre de 1945, fecha fundacional del peronismo. Frase del poeta Leónidas Lamborghini en referencia a la descalificación de los simpatizantes peronistas, realizada por corrientes antiperonistas, asimilándolos a los animales.

El Día de la Lealtad es celebrado cada 17 de octubre y constituye la principal fecha conmemorativa del peronismo. El día conmemora una gran movilización obrera y sindical en la Plaza de Mayo de Buenos Aires realizada el 17 de octubre de 1945, que exigió y obtuvo la liberación del entonces coronel Juan Domingo Perón, detenido pocos días antes. El hecho es considerado como el del nacimiento del peronismo, así como uno de los momentos más importantes de la historia del movimiento obrero argentino, porque marcó la constitución de la clase obrera como sujeto protagónico de la historia argentina. También es llamado Día de la Lealtad Peronista o simplemente 17 de Octubre. Entre 1946 y 1954, este día fue feriado nacional.
Desde dos años antes, Perón venía liderando un movimiento político que incluía a las principales corrientes sindicales del país, especialmente la sindicalista revolucionaria y la socialista, que se había instalado en la Secretaría de Trabajo y Previsión, desde donde se realizó una masiva promoción de los derechos de los trabajadores. El 8 de octubre de 1945, el general Eduardo Ávalos, pidió al presidente de facto Edelmiro J. Farrell que destituyese a Perón de los cargos que previamente se le habían asignado: vicepresidente de la Nación, secretario de Trabajo y Previsión y ministro de Guerra. Fue detenido y llevado a la isla Martín García, y luego al Hospital Militar. Nueve días después, una gran cantidad de manifestantes provenientes de los barrios obreros de la periferia de Buenos Aires ocuparon el centro de la ciudad, especialmente la Plaza de Mayo, logrando la libertad del prisionero y obligando a la dictadura gobernante a llamar a elecciones. Cuatro meses después, Perón sería elegido presidente de la Nación.

## Antecedentes históricos: la Revolución del '43
El 4 de junio de 1943, militares nacionalistas que temían que un nuevo presidente cambiara la posición neutralista del país y apoyara a los Aliados en la Segunda Guerra Mundial que se estaba desarrollando, dirigidos por el general Arturo Rawson desplazan por medio de un golpe de Estado al presidente Ramón S. Castillo, último presidente de la llamada "Década Infame" una línea de gobiernos acusados de corruptos y que habían impuesto el llamado fraude patriótico desde el golpe militar que en 1930 encabezara el general José Félix Uriburu.
El movimiento obrero se mostró inicialmente perplejo frente al golpe e indeciso sobre la posición que se debía adoptar. Estaba dividido en cuatro centrales (CGT N.º 1, CGT N.º 2, USA y FORA). Una de las primeras medidas del gobierno fue disolver la CGT N.º 2 (dirigida por el socialista Francisco Pérez Leirós), los empleados de comercio de Ángel Borlenghi y los sindicatos comunistas (construcción, carne, etc.), acusándola de extremista. Ello llevó a varios de los sindicatos que la integraban a volver a la CGT N.º 1 (secretario general José Domenech). Poco después el gobierno sancionó una legislación sobre sindicatos, que si bien cumplía algunas expectativas sindicales, al mismo tiempo permitía la intervención de los mismos por parte del Estado. En seguida el gobierno militar hace uso de esa ley para intervenir los poderosos sindicatos ferroviarios y corazón de la CGT, la Unión Ferroviaria y La Fraternidad. En octubre una serie de huelgas fueron respondidas con el arresto de decenas de dirigentes obreros. Pronto resultó evidente que en el gobierno militar había influyentes sectores anti-sindicales.
En esas condiciones, algunos dirigentes sindicales socialistas, sindicalistas revolucionarios y algunos comunistas, encabezados por Ángel Borlenghi (socialista y secretario general de la poderosa Confederación General de Empleados de Comercio en la disuelta CGT N.º 2 socialista), Francisco Pablo Capozzi (La Fraternidad), Juan Atilio Bramuglia (Unión Ferroviaria), Alcides Montiel (Cerveceros)  entre otros, decidieron, aunque con reservas y desconfianza, emprender una estrategia de alianzas con algunos sectores del gobierno de Pedro Pablo Ramírez que compartían los reclamos sindicales. Entre los militares estaban los jóvenes coroneles Juan D. Perón y Domingo A. Mercante.
Los sindicalistas proponen a los militares crear una Secretaría de Trabajo, fortalecer la CGT y sancionar una serie de leyes laborales que aceptaran los reclamos históricos del movimiento obrero argentino. Poco después, la alianza entre sindicalistas y militares obtuvo que el gobierno militar designara a Perón como Director del Departamento de Trabajo, un cargo aparentemente sin valor alguno. Un mes después, consiguen elevar la jerarquía del organismo a Secretaría de Estado (2 de diciembre de 1943). Desde la Secretaría de Trabajo y con el apoyo de los sindicatos, Perón empezó a desarrollar gran parte del programa sindical histórico: se crearon los tribunales de trabajo; se sancionó el Decreto 33.302/43 extendiendo la indemnización por despido de los empleados de comercio a todos los trabajadores; más de dos millones de personas fueron beneficiados con la jubilación; se sancionó el Estatuto del Peón de Campo y el Estatuto del Periodista; se crea el Hospital Policlínico para trabajadores ferroviarios; se prohíben las agencias privadas de colocaciones; se crean las escuelas técnicas dirigidas a obreros; en 1944 se firmaron 123 convenios colectivos que alcanzaban a más de 1 400 000 obreros y empleados y en 1945 otros 347 para 2.186.868 trabajadores. Adicionalmente Perón logra derogar el decreto-ley que reglamentaba los sindicatos sancionado en los primeros días del gobierno militar.
En ese marco los sindicatos comenzaron un período de gran crecimiento, y lo que fue aún más decisivo, comenzaron a afiliar masivamente a los "nuevos" trabajadores, los que estaban migrando masivamente a la ciudad desde el interior del país, los llamados "morochos", "grasas" y "cabecitas negras" por las clases medias y altas, y los propios trabajadores "viejos" descendientes de la inmigración europea. 
Poco después, algunos sindicatos que se habían mantenido alejados, la CGT Nº1, la USA y los gremios autónomos, comienzan a unificarse en torno de la Secretaría de Trabajo. Pero en sentido contrario, en septiembre de 1945, 4 importantes sindicatos se separan de la CGT: La Fraternidad, la Unión Obrera Textil, la Confederación de Empleados de Comercio y el Sindicato del Calzado. 
La alianza entre sindicatos y el grupo de jóvenes militares encabezados por Perón generó inmediatamente una fuerte oposición de los sectores conservadores políticos, económicos y militares, con apoyo de la embajada de Estados Unidos (embajador Braden) que genera una alta polarización electoral para 1945. 
El 12 de julio de 1945 los sindicatos dirigidos por Borlenghi realizan un acto masivo el centro de la ciudad de Buenos Aires (en Diagonal Norte y Florida). Al finalizar, la multitud de trabajadores comienzan a corear el nombre de Perón y lo proclaman como candidato a presidente.
La manifestación obrera es respondida el 19 de septiembre por los sectores medios y altos con la Marcha de la Constitución y la Libertad, que reunió la extraordinaria cantidad de 200 000 personas, marchando del Congreso a los barrios de clase alta (Recoleta), donde apoyan al expresidente Rawson que sale al balcón de su casa.

## Los días de octubre
Días después Rawson encabeza un planteo militar, que fracasa. Pero poco después, el 8 de octubre de 1945, un enfrentamiento entre Perón y el general Eduardo Ávalos, jefe de la poderosa guarnición de Campo de Mayo es dirimido mediante una votación de los oficiales superiores que decide exigir la renuncia de Perón, que en esos momentos ejercía simultáneamente los cargos de vicepresidente de la nación, secretario de Guerra y secretario de Trabajo y Previsión, por lo cual al día siguiente Perón renunció a todos sus cargos en el gobierno dictatorial.
El día 9 de octubre en el campo de deportes del Sindicato de Cerveceros de Quilmes se realiza una reunión clandestina de dirigentes obreros para analizar la situación. Luego de deliberar se nombra a Luis Gay (telefónicos), Alcides Montiel (cerveceros) Ramón Tejada (Federación Sanjuanina) y Juan Pérez (ladrilleros) y otros para visitar al Coronel y trazar una táctica adecuada. 
Perón obtiene autorización para dar un discurso -que además se transmitió por radiofonía- el 10 de octubre desde el balcón de la Secretaría de Trabajo en la esquina de las calles Perú y Alsina. Ante el público allí reunido  pronuncia un discurso que tuvo gran repercusión, en el que detalló un avanzado programa de reivindicaciones laborales. El 11 de octubre Ávalos asumió el cargo de Ministro de Guerra y esa noche se realizó en el Círculo Militar (Palacio Paz) una reunión de casi 300 oficiales, entre los que se contaban unos 20 de la Marina, en la que se debatió el rumbo que se debía seguir, incluyendo la discusión sobre si mantener o no a Farrell en la presidencia y se recibió también la opinión del dirigente socialista Alfredo Lorenzo Palacios que propició que el gobierno se entregara a la Corte Suprema de Justicia. La asamblea decidió enviar una delegación a entrevistarse con Ávalos y, en realidad, los únicos puntos sobre los que habían concordado era pedir la inmediata convocatoria a elecciones, la designación de ministros civiles, el levantamiento del estado de sitio y la detención y procesamiento de Perón. Cuando a la medianoche finalizaba la reunión por las radios se estaba difundiendo el decreto de convocatoria a elecciones.
Ese mismo día 11 hubo un encuentro de dirigentes opositores reunidos en torno a una Junta de Coordinación Democrática que, envalentonada por la marcha de los acontecimientos, decidió exigir al Ejército que el poder fuera entregado a la Corte Suprema de Justicia. Luna señala la falta de realismo y el error táctico que importaba esta posición. Si bien el Ejército estaba dividido en sectores que tenían serios desacuerdos, ninguno de ellos podría aceptar entregar en ese momento el gobierno a la Corte pues implicaba reconocer una humillante derrota. Por otra parte, el presidente de la Corte era el Dr. Roberto Repetto, un jurista respetado pero carente de toda experiencia política.
El 12 de octubre luego de recibir a la delegación militar Farrell solicitó la renuncia de todos los ministros, salvo Ávalos, y designó a Vernengo Lima como Ministro de Marina. Al mismo tiempo en los alrededores del Círculo Militar se realizó una manifestación espontánea de los sectores más conservadores y los estudiantes, que voceaba consignas antimilitaristas y mantiene virtualmente bloqueado el edificio. Circulaba además la exigencia de entrega del gobierno a la Corte, posición a la que si bien muchos no la consideraban la mejor, era la que permitía unificar a los sectores opuestos al gobierno. Cuando en horas de la tarde una delegación de los civiles llevó esta postura a Ávalos, el ministro de Guerra la consideró inaceptable, trató de tranquilizarlos y les informó que Perón sería detenido. La delegación regresó para informar a los manifestantes, que todavía estaban en el lugar, provocando visiblemente su irritación. En varias oportunidades se habían producido choques entre elementos aliancistas y estudiantes pero hacia las nueve de la noche sin que hubiera una explicación clara sobre su origen hubo un violento tiroteo entre la policía y un grupo de manifestantes que arrojó el saldo de un muerto y más de cincuenta heridos.
Perón y Eva se fueron en automóvil en la madrugada del jueves 11 con "Rudi" Freude, hijo de un amigo suyo, y Juan Duarte hacia San Nicolás primero y a una isla del Delta después, dejándole dicho a Mercante que, si se le preguntaba, no ocultara su paradero. 
El 12 de octubre el presidente Farrell ordenó la detención de Perón y la policía fue a buscarlo a su departamento de la calle Posadas por lo que Mercante le comunicó al jefe de policía dónde se encontraba y al día siguiente guio al subjefe de policía mayor D'Andrea hasta la isla, desde donde fue llevado detenido a la cañonera Independencia, la que a su vez lo trasladó a la Isla Martín García. Una vez detenido Perón el diario Crítica salió a la calle con el siguiente título en primera plana:

PERON YA NO CONSTITUYE UN PELIGRO PARA EL PAÍS:

El sábado 13 de octubre Farrell se entrevistó con el procurador general de la Nación, Juan Álvarez y le propuso que formara un gabinete como una suerte de primer ministro, siguiendo así una sugerencia del dirigente radical de Córdoba Amadeo Sabattini que le había transmitido Ávalos. Se trataba de una solución de compromiso en la cual sin transferir el poder a la Corte se encomendaba a un civil de prestigio la conducción del proceso que desembocaría en las elecciones. Álvarez se tomó su tiempo: un día para hacer consultas antes de aceptar el cargo y cuatro días más de consultas para elegir los candidatos, con lo cual recién tuvo la lista preparada el 17 de octubre.
El domingo 14 Perón le escribió una carta a su amigo el coronel Mercante en la que le dice entre otras cosas:

Con todo, estoy contento de no haber hecho matar un solo hombre por mí y de haber evitado toda violencia. Ahora, he perdido toda posibilidad de seguir evitándolo y tengo mis grandes temores que se produzca allí algo grave... Le encargo mucho a Evita, porque la pobrecita tiene sus nervios rotos y me preocupa su salud. En cuanto me den el retiro, me caso y me voy al diablo.

El mismo día le envía otra a Eva, en la que dice entre otras cosas:

... Hoy he escrito a Farrell pidiéndole que me acelere el retiro, en cuanto salgo nos casamos y nos iremos a cualquier parte a vivir tranquilos... ¿Qué me decís de Farrell y de Avalos? Dos sinvergüenzas con el amigo. Así es la vida... Te encargo le digas a Mercante que hable con Farrell para ver si me dejan tranquilo y nos vamos al Chubut los dos... Trataré de ir a Buenos Aires por cualquier medio, de modo que puedes esperar tranquila y cuidarte mucho la salud. Si sale el retiro, nos casamos al día siguiente y si no sale, yo arreglaré las cosas de otro modo, pero liquidaremos esta situación de desamparo que tú tienes ahora... Con lo que yo he hecho estoy justificado ante la historia y sé que el tiempo me dará la razón. Empezaré a escribir un libro sobre esto y lo publicaré cuanto antes, veremos entonces quien tiene razón...

El 15 de octubre la FOTIA declaró en Tucumán una huelga general, y esa misma noche hicieron lo mismo varios sindicatos de Rosario, exigiendo la libertad de Perón. En Berisso y Ensenada los obreros realizaron una gran movilización que durante varios días mantuvo la ciudad de La Plata convulsionada. Lo mismo ocurría en Valentín Alsina, Lanús, Avellaneda y otras localidades del sur del Gran Buenos Aires. También al mediodía del 16 los obreros ferroviarios de Tafí Viejo habían abandonado los Talleres.
El día miércoles 16 de octubre era día de pago de la quincena. El historiador radical Félix Luna cuenta:  

Al ir a cobrar la quincena, los obreros se encontraron con que el salario del feriado 12 de octubre no se pagaba, a pesar del decreto firmado días antes por Perón. Panaderos y textiles fueron los más afectados por la reacción patronal. -¡Vayan a reclamarle a Perón!- era la sarcástica respuesta.

En la noche del miércoles 16 se reunió el Comité Confederal de la Confederación General del Trabajo y luego de un largo debate se decidió declarar una huelga para el 18. El motivo del paro se expresó en una serie de puntos que incluía el llamado a elecciones, el mantenimiento de las conquistas obreras, etc. pero, significativamente, si bien pedían la libertad de los presos políticos, no mencionaban a Perón. La explicación sería que muchos dirigentes no estaban convencidos de apoyar a Perón, por lo que el sector favorable al paro debió hacer concesiones en el texto para alcanzar la mayoría.
Un sector importante de la CGT, enrolado en los partidos Comunista y Socialista identificaba a Perón con el nazismo y reclamaba su destitución, coincidiendo con la embajada norteamericana.[cita requerida]
Si bien la CGT no auspició la movilización que tendría lugar al día siguiente, la declaración de huelga sirvió como impulsor para que varios sindicatos y los trabajadores en general, que estaban en alerta desde días antes, se sintieran avalados para las acciones a emprender.
Perón, alegando problemas de salud, consiguió que lo trasladen al Hospital Militar, en el barrio de Palermo de la ciudad de Buenos Aires, adonde llegaría en la madrugada del 17.

## Miércoles 17 de octubre de 1945

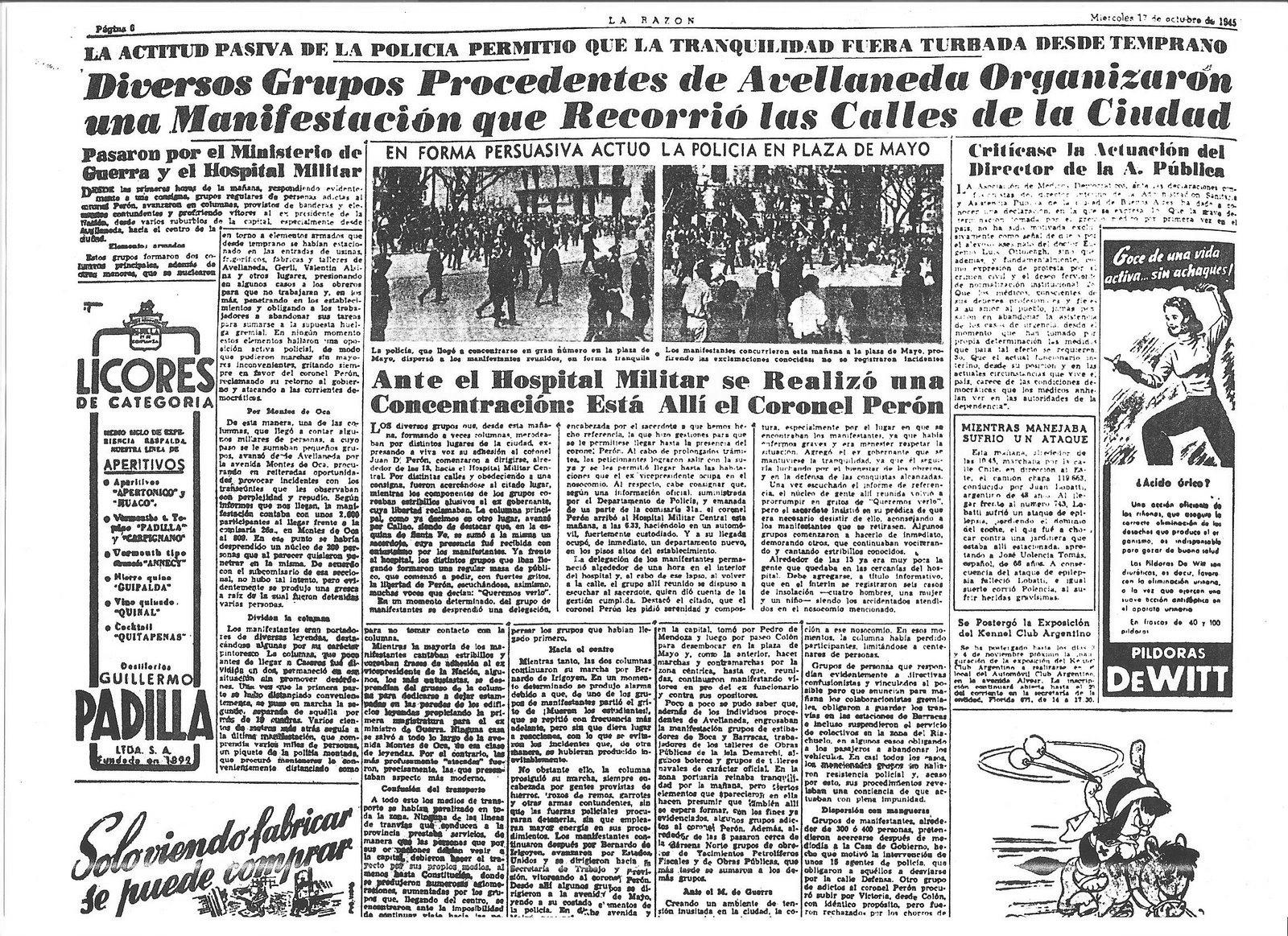
Nota del diario La Razón que da cuenta de los sucesos ocurridos.

En la madrugada del día 17 comenzó una movilización de los trabajadores de La Boca, Barracas, Parque Patricios y de los barrios populares del oeste de Capital Federal así como de las zonas industriales de sus alrededores. Fue muy importante el número de trabajadores que salió de la zona de Berisso, en las afueras de la ciudad de La Plata, donde había importantes frigoríficos, en la que estuvo muy activo a favor de la movilización el dirigente gremial Cipriano Reyes. También la secretaria de Domingo Mercante, Isabel Ernst, tuvo un rol importante como nexo entre Perón y los dirigentes sindicales. Los obreros no ingresaban a trabajar en las fábricas y talleres e iban recorriendo los establecimientos vecinos  incitando a abandonarlos a quienes se encontraban en ellos para luego marchar coreando consignas en favor de Perón por las calles principales hacia el centro de la Capital Federal. La acción estaba apenas coordinada por algunos dirigentes gremiales que habían estado agitando los días anteriores y la principal fuerza de impulso provenía de esas mismas columnas que mientras marchaban retroalimentaban el movimiento.  
Inicialmente la policía levantó los puentes sobre el Riachuelo que son el paso obligado hacia la Capital para quienes provenían de la zona sur (Avellaneda, Lanús, Quilmes, La Plata, etc.). Algunos manifestantes cruzaron a nado o en balsas hasta que, más tarde, los puentes fueron bajados. La policía, claramente favorable a Perón, no obstaculizó la marcha e incluso algunos de sus integrantes intercambiaron expresiones de simpatía con los manifestantes, cuyas consignas nada tenían que ver con el reclamo de la CGT sino que expresaban su apoyo a Perón y la exigencia de su liberación.
El presidente Edelmiro J. Farrell mantuvo una actitud prescindente. El nuevo ministro de Guerra general Eduardo Ávalos observaba a los manifestantes y se negó a movilizar las tropas del cuartel de Campo de Mayo que en unas horas podían llegar a la Capital Federal, como se lo pedían algunos jefes del ejército y el ministro de Marina. Ávalos confiaba en que la manifestación se disolvería por sí sola pero al comprobar que, por el contrario, era cada vez  más numerosa, accedió a entrevistarse con Perón en el Hospital Militar. Tuvieron una corta reunión en la que pactaron las condiciones: Perón  hablaría a los manifestantes para tranquilizarlos, no haría referencia a su detención y obtendría que se retiraran y por otra parte el gabinete renunciaría en su totalidad y Ávalos solicitaría su retiro.
A las 23:10 Perón salió a un balcón de la Casa de Gobierno. Agradeció su presencia, recordó su labor en el gobierno, informó sobre su pedido de retiro, prometió continuar defendiendo los intereses de los trabajadores y, finalmente, pidió a los concurrentes que se desconcentraran en paz añadiendo que, por esta vez, les solicitaba que cumplieran el paro del día siguiente.
A las 20:30 horas de ese día, el doctor Juan Álvarez había concurrido a la Casa Rosada para entregar una carta con los nombres propuestos para ministros junto con el currículum de los mismos y su aceptación para los cargos. Lo recibieron con estupefacción en medio del desorden que había en ese momento en el lugar, y lo despidieron con cortesía. La nómina constituía, según Luna, un escarnio para el país, pues incluía personas con antecedentes sumamente cuestionables. Así, a Jorge Figueroa Alcorta, propuesto para Justicia e Instrucción Pública, se lo relacionaba con un proceso que en 1942 había envuelto a cadetes militares; Alberto Hueyo, propuesto para Hacienda, había sido director de la CHADE cuando obtuvo una prórroga fraudulenta de la concesión; Tomás Amadeo, de Agricultura, era íntimo amigo del embajador Braden; y Antonio Vaquer, para Obras Públicas, había sido funcionario del presidente Ortiz en Coordinación de Transporte, una dependencia creada para salvar las empresas británicas de tranvías, en perjuicio de las empresas locales de colectivos.

### Número de asistentes
La cantidad de asistentes varía considerablemente según las fuentes: algunos estiman un número de millones de asistentes y otros dan cifras menores. Para Félix Luna había entre 200 000 y 300 000 manifestantes. El historiador especialista en movimiento obrero Oscar Troncoso señala que el cálculo aceptado por expertos policiales para manifestaciones en espacios libres es de entre 3 y 4 personas por metro cuadrado porque desde el nivel de la calle el público parece compactado pero desde la altura se ven espacios vacíos. Los cálculos de la Municipalidad de la Ciudad de Buenos Aires daban para la Plaza de Mayo una superficie de 18 591,83 metros cuadrados, lo que a un máximo de 4 personas por metro da 74 367 personas. Si se agrega parte de las diagonales y la Avenida de Mayo, podría caber un máximo entre 100 000 a 120 000 personas. Toda la propaganda peronista posterior hizo hincapié en la cifra de 500 000 personas que publicó Eduardo Colom –elegido luego diputado nacional peronista- en la crónica del diario La Época; en los años siguientes, para mantener esa imagen, la Secretaría de Prensa y Difusión utilizó fotografías y noticieros de las grandes manifestaciones posteriores a 1945. En las elecciones de 1946 votaron por Perón 304 854 personas en la Capital Federal y 450 770 en toda la Provincia de Buenos Aires.

## Discurso
A las 23.10, en Plaza de Mayo, Perón salió a un balcón de la Casa de Gobierno y brindó a la multitud un discurso histórico, en el cual prometió seguir con su defensa a los trabajadores y les pidió que volvieran a sus hogares y pronuncia las siguientes palabras: 
"Esto es pueblo. Esto es el pueblo sufriente que representa el dolor de la tierra madre, que hemos de reivindicar. Es el pueblo de la Patria. Es el mismo pueblo que en esta histórica plaza pidió frente al Congreso que se respetara su voluntad y su derecho. Es el mismo pueblo que ha de ser inmortal, porque no habrá perfidia ni maldad humana que pueda estremecer a este pueblo, grandioso en sentimiento y en número", aseguró Perón.
En el discurso de esa noche, agregó: "Esta verdadera fiesta de la democracia, representada por un pueblo que marcha, ahora también, para pedir a sus funcionarios que cumplan con su deber para llegar al derecho del verdadero pueblo".

## Efectos inmediatos
La renuncia de Perón el 8 de octubre de 1945 a los cargos que desempeñaba fue la consecuencia de la pérdida de apoyo en los mandos del Ejército. Con base en la carta que enviara a Eva Duarte desde Martín García, puede considerarse que en esos momentos Perón estaba decidido a retirarse de la política. La movilización del 17 de octubre tuvo dos efectos inmediatos: por una parte forzó a Perón a retornar a la lucha política y por la otra incidió en el Ejército volcando en su favor algunos jefes militares que antes se le habían opuesto y obligando al resto a pedir su retiro o tolerar su marcha hacia la Presidencia.
Luego de un corto lapso de descanso y de casarse con Eva Duarte el 23 de octubre, Perón comenzó su campaña política. El sector de la Unión Cívica Radical que le apoyaba formó la UCR Junta Renovadora, a la cual se sumaron el Partido Laborista y el Partido Independiente, en tanto la organización radical FORJA se disolvió para sumarse al movimiento peronista.
Domingo Mercante fue designado al frente de la Secretaría de Trabajo que, junto a muchos sindicatos, se constituyó en apoyo importante para su campaña.
Los partidos de oposición en un gran movimiento anti-peronista que incluyó a los partidos Comunista, Socialista, Unión Cívica Radical, Demócrata Progresista, Conservador, la Federación Universitaria Argentina (FUA), la Sociedad Rural (terratenientes), la Unión Industrial (grandes empresas), la Bolsa de Comercio, y los sindicatos opositores formaron la Unión Democrática que apoyaría en los comicios a la fórmula presidencial designada por la Unión Cívica Radical, así como la mayoría de los intelectuales. [cita requerida]
El 24 de febrero de 1946 se realizaron las elecciones, en las que se impuso la fórmula Perón-Quijano con el 52,84% de los votos con una diferencia de solo 280.786 con la UD.

## El Día de la Lealtad durante el gobierno peronista (1946-1954)

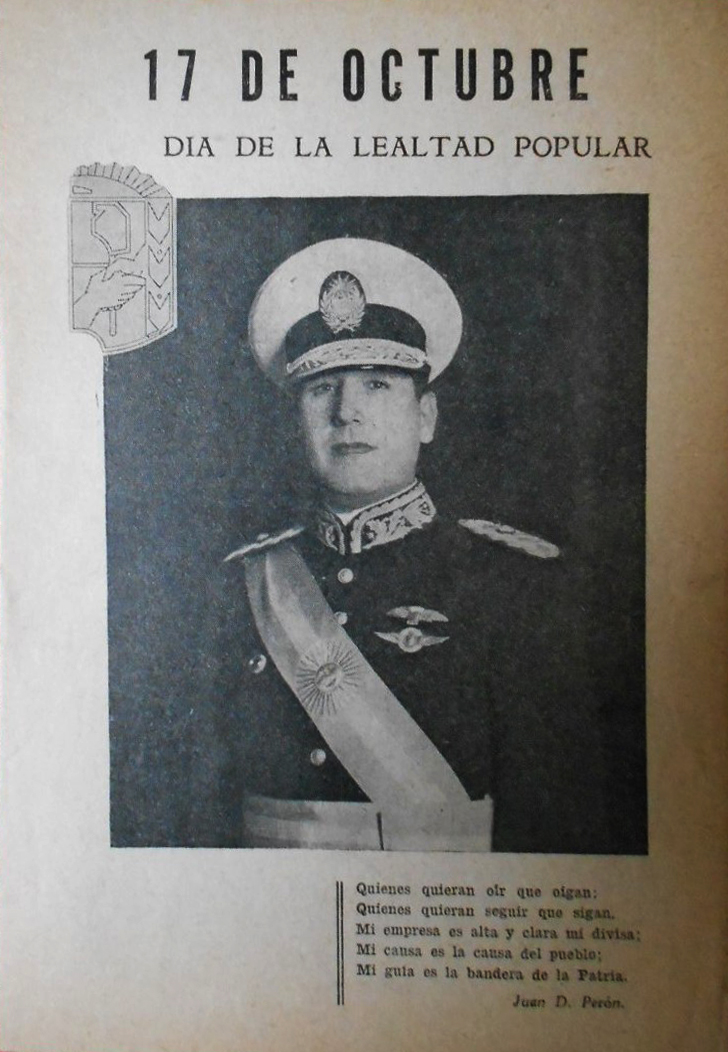
Afiche conmemorativo por el primer aniversario del Día de la Lealtad, con una imagen de Perón.

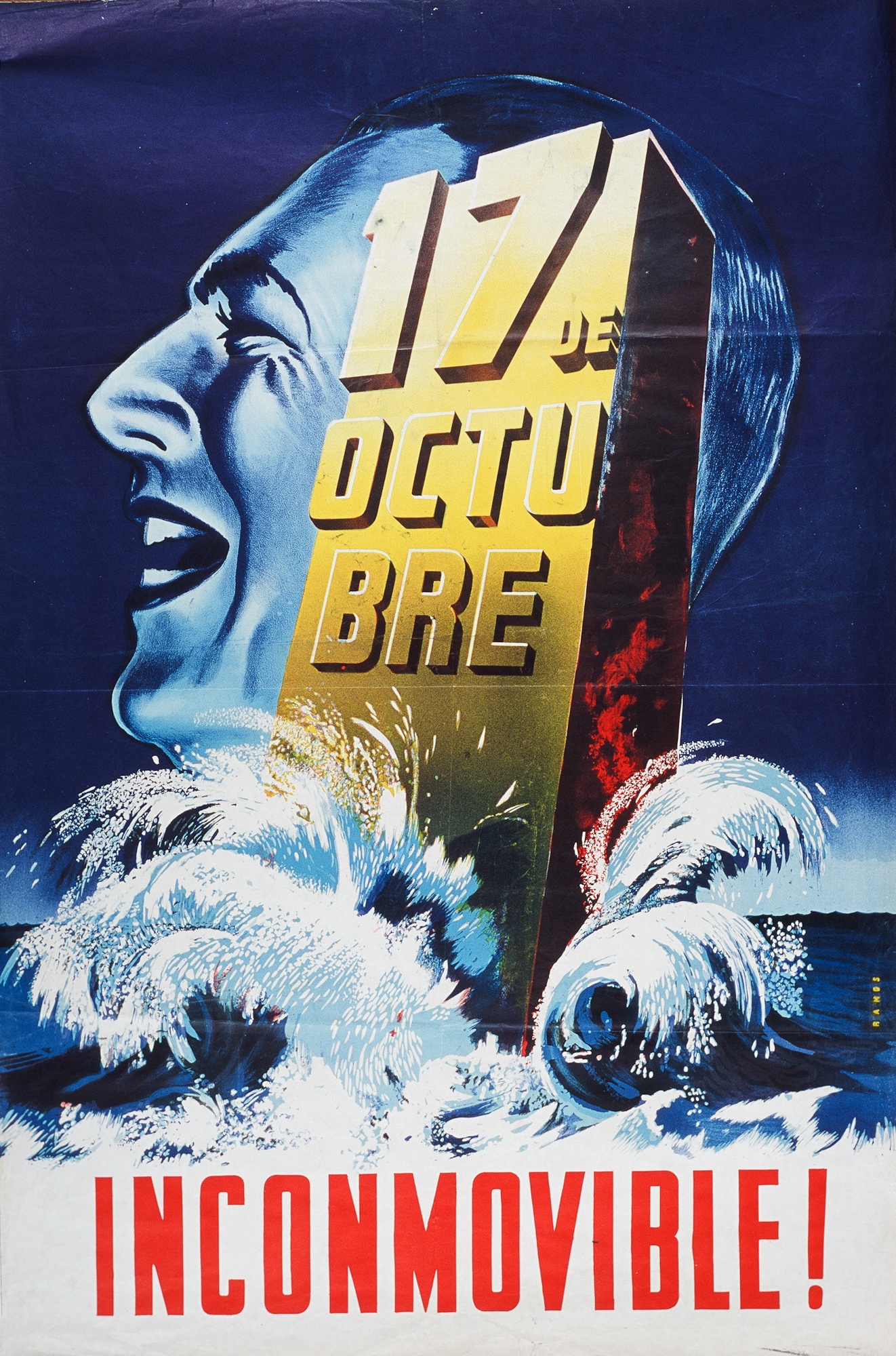
Afiche conmemorativo del segundo aniversario.

En julio de 1946 los diputados Eduardo Colom, Cipriano Reyes y Carlos Gustavo Gericke presentaron un proyecto para que el 17 de octubre fuera declarado feriado nacional como Día del Pueblo, señalando entre otras consideraciones que ese día el pueblo, sintiéndose dueño de su destino, se echó a la calle “en expresión de voluntades y afirmación de sentimientos iguales a los que impulsaron a los patriotas del 25 de mayo”. Entre los opositores a la medida se encontraba el diputado radical Arturo Frondizi quien aducía que la categoría histórica de los acontecimientos no debe hacerse a poco tiempo de sucedidos sino que debe aguardarse como ya sucediera con el 25 de mayo y el 9 de julio, entre otros. El senador peronista al defender el proyecto el 2 de octubre dijo que esa fecha “ha sido una gesta heroica,  de reafirmación de las reivindicaciones sociales…esta fecha significa el triunfo definitivo de las conquistas sociales y de la recuperación de todos los derechos de la clase trabajadora”. Finalmente en octubre el Congreso aprobó su declaración de feriado nacional y si bien lo menciona como Día del Pueblo, oficialmente fue conmemorado como Día de la Lealtad. Según Lerman esta diferencia estaba indicando una disidencia en el campo peronista.
A propósito de los rituales políticos señala Mariano Plotkin: 

"Por un lado crean una unidad simbólica entre los participantes que se reconocen a sí mismos como miembros de una comunidad política dada: partido, nación, patria. Por otro lado, en especial en regímenes de tipo autoritario, los rituales cumplen también una función de exclusión, privando de legitimidad como contendientes políticos a quienes no participan en los mismos. (...) En el caso del peronismo, en que la presencia de un vínculo de tipo carismático entre el líder y la masa era uno de los fundamentos de su identidad como movimiento, los rituales políticos servían además para recrear y reforzar la imagen carismática del líder"

El peronismo, escribió Cristian Buchrucker, "postuló una cierta aspiración hacia la totalidad de la nación, hecho que se manifestó en la inclusión de las "tres banderas" justicialistas en el Preámbulo de la Constitución de 1949 y más claramente aún en 1951-1952, cuando la doctrina del movimiento fue declarada Doctrina Nacional."
La celebración en 1946 del primer aniversario del Día de la Lealtad se inició por la mañana en la Plaza de Mayo con una misa de campaña auspiciada por la Unión de Intelectuales Peronistas a la que asistieron Juan y Eva Perón y altos funcionarios del gobierno. La Unión Popular Demócrata Cristiana organizó otra misa en la iglesia de Santo Domingo donde Perón estuvo representado por su edecán militar. Los laboristas disidentes encabezados por Cipriano Reyes realizaron otro acto en la Plaza de los dos Congresos reivindicándolo como celebración "del auténtico 17".
En 1947 muchos manifestantes portaban pancartas con el retrato de Perón, quien durante el acto se quitó el saco ante el pedido de la multitud para simbolizar su carácter de “descamisado”. La apertura fue también con la misa de campaña en la Plaza de Mayo pero con la novedad de que el altar fue colocado bajo un arco alegórico del 17 de octubre subordinando de esta manera la celebración religiosa a la política. Plotkin observa que:

"iniciando una tendencia que se profundizaría en los años subsiguientes, la celebración del 17 de octubre de 1947 se asemejó a la celebración oficial de una fecha patria. En la tarde del 17, Perón recibió solemnemente el saludo de autoridades civiles y militares.(...) La "oficialización" del 17 de Octubre iba a tener dos consecuencias: por un lado, serviría para universalizar su significación. Ya no se trataba de una celebración peronista, sino de una fiesta del Estado (...) En segundo lugar serviría también para domesticar y unificar el sentido de la festividad."

A principios de 1948 fue nombrado Secretario de Educación Oscar Ivanissevich, quien se incorporó al comité organizador de las celebraciones del Día del Trabajador y del 17 de octubre, e iba a ejercer gran influencia en la simbología política del régimen." Ivanissevich 

"intentó ligar el peronismo a ciertos valores trascendentes, convirtiéndolo en una verdadera religión política. Los rituales peronistas fueron monopolizando progresivamente el espacio público. (...) A partir de 1948, la celebración perdió completamente su carácter conmemorativo. El objetivo de la celebración era, lisa y llanamente, dar al pueblo peronista la oportunidad de reafirmar su devoción por el líder y recrear los fundamentos de la legitimidad del régimen: el liderazgo carismático de Perón, fundado en su contacto sin intermediarios con el pueblo"

Otra innovación la celebración de 1948 fue la entrega por primera vez de la Medalla Peronista en reconocimiento de servicios extraordinarios prestados al país o al movimiento (por ejemplo, suboficiales del ejército o policías que habían realizado acciones heroicas, deportistas que habían representado con éxito al país) con lo cual Perón estaba borrando la distinción entre el partido y el Estado. Ser leal a la Nación implicaba ser leal al Movimiento y viceversa. Sobre el mismo tema dice Gambini que "esa idea de considerar peronistas a todos los habitantes del país, les guste o no, ha sido una constante en el sermón doctrinario y se enlaza con la permanente confusión entre Estado y partido.
A partir de 1948 la simbología peronista fue ocupando en la celebración espacios en los que antes estaban otros patrones simbólicos en los que el peronismo como movimiento político nuevo buscaba legitimarse. Fue así que ese año se realizó la misa de campaña pero el acto comenzó formalmente con el izamiento de la bandera nacional a cargo del secretario general de la C.G.T y ningún representante del gobierno concurrió a las otras misas auspiciadas por organizaciones católicas peronistas. En 1949 la misa sencillamente se suprimió de la celebración. Desde ese año comenzó a incluirse en el acto la elección de la Reina del Trabajo que se suponía que habían simbolizado las virtudes de la juventud de la "Nueva Argentina" realizada por un jurado de personalidades entre las cuales estuvo el cardenal Copello, lo que para Plotkin señaló una tendencia hacia la trivilización.
En 1949 en uno de sus usuales diálogos con la multitud durante sus discursos, Perón anunció "solo rendiré cuentas al pueblo". Se dio a conocer en el acto la marcha Los muchachos peronistas cantada por Hugo del Carril, quien asistió al acto al igual que otros artistas como Juanita Larrauri, Alberto Gómez, Charlo y Azucena Maizani. El cuerpo de ballet del Teatro Colón interpretó El sombrero de tres picos de Manuel de Falla y el Bolero de Maurice Ravel.
En 1950 la Confederación General del Trabajo modificó sus estatutos y se convirtió en una rama del Partido peronista y en el acto su secretario general entregó a Eva Perón la Distinción del Reconocimiento, simbolizada en el Gran Collar del Reconocimiento, una joya adornada con brillantes y esmeraldas y una banda celeste y blanca que tiene grabado en oro en su centro el escudo peronista.
En 1951 inciden sobre el acto dos importantes acontecimientos: la renuncia de Eva Perón el 22 de agosto a la candidatura a vicepresidenta de la nación ofrecida por la CGT y el golpe militar que había fracasado el 28 de septiembre en su intento de derrocar a Perón. Eva Perón recibió durante el acto la medalla peronista fundamentada en «la renuncia presentada por la señora Eva Perón a su candidatura a la Vicepresidencia de la República, proclamada por la CGT en el Cabildo Abierto del 22 de agosto y ratificada luego por el Partido Peronista y considerando que dicha actitud es el supremo ejemplo de desinterés, lealtad, renunciamiento, humildad, abnegación y patriotismo, virtudes fundamentales de la ética peronista». LR3 Radio Belgrano TV, que pronto se convertiría en Canal 7, realizó su transmisión inaugural con la emisión del acto.
Para cuando se realizó el acto de 1952 ya había fallecido Eva Perón el 26 de julio. El secretario general de la CGT, José Espejo fue silbado en Plaza de Mayo por integrantes de la “nueva guardia” apoyados por grupos de choque de la Alianza Libertadora Nacionalista.
Los diarios del día siguiente no dijeron nada de los silbidos pero quienes escucharon la transmisión por radio la oyeron claramente. Cinco días más tarde Espejo renunció en una reunión del Comité Confederal atribuyendo la silbatina a “una fuerza política opuesta al peronismo” en tanto el representante de la Unión Ferroviaria la silbatina había provenido probablemente de peronistas. Félix Luna opina que Espejo estaba desgastado por su desempeño y que al morir Evita había perdido todo apoyo; por su parte Perón se abstuvo de intervenir cuando le llevaron el asunto.
En 1953 el dictador de Nicaragua Anastasio Somoza, de visita en el país, asistió al acto desde el estrado oficial; el nuevo secretario general de la CGT Eduardo Vuletich entregó a Perón la Medalla de Reconocimiento de los Trabajadores, como lo había hecho con Evita en 1951. Al terminar el acto se presentaron números artísticos en un amplio escenario ubicado en la avenida 9 de julio a la altura de la calle Moreno.
Cuando se realizó el acto en 1954 se notaba ya un clima de deterioro en la relación del gobierno con la Iglesia Católica. En su discurso Perón hizo una enumeración de los que consideraba enemigos emboscados del gobierno, integrados por una parte por los apolíticos y por la otra por los disfrazados de peronistas, expresión esta última que al parecer aludía al clero.

## Los años posteriores
Luego del derrocamiento de Perón en 1955 y hasta su retorno en 1973, el Día de la Lealtad pasó a ser para sus partidarios el Día de la Resistencia Peronista. No se producían grandes movilizaciones, pero daban ocasiones todos los años a actos evocativos de la unión del pueblo con Perón que, en muchos casos, eran también actos de hostigamiento al gobierno de turno.
Después de la restauración democrática de 1983, la recordación está limitada, en general, a los dirigentes del llamado "peronismo histórico" y no incluyen manifestaciones masivas.
El 17 de octubre de 2019 se realizó un acto público del Día de la Lealtad en Santa Rosa, La Pampa en la que se encontraron muchos de los dirigentes que luego formarían parte del gobierno del Frente de Todos como Alberto Fernández, Cristina Fernández de Kirchner y Sergio Massa. Este encuentro simbolizaba la unidad del Peronismo de cara a las elecciones, que, según palabras de Alberto, "Es el primer Día de la Lealtad que sólo tenemos un acto, conjunto entre todos" 

## Trascendencia del 17 de octubre
La movilización de ese día significó:
- La incorporación de la clase obrera a la vida política del país con aspiración a ser reconocida como uno de los factores de poder;
- El surgimiento de una nueva fuerza política alrededor de Perón, distinta de las existentes, que si bien tomaría de los partidos algunas prácticas clientelísticas, aplicaría nuevos enfoques, prácticas y liturgias que la distinguirían del resto.
- El nacimiento de la antinomia peronismo-antiperonismo, la cual sigue sumamente presente en la sociedad hasta la época actual.
- La creación de uno de los dos partidos más importantes.

## Interpretaciones
Según el historiador José Luis Romero el movimiento fue organizado por los sectores ya considerados peronistas, quienes con apoyo militar y policial organizaron el movimiento popular para conseguir el retorno de Perón.